# Uranbergbau Mähring
Der Uranbergbau Mähring war ein aus den zwei Untersuchungsschächten, der Grube Wäldel und dem Höhenstein Schacht bestehendes Bergbauvorhaben zur Untersuchung eines
Uranvorkommens im Landkreis Tirschenreuth in der Oberpfalz im Bundesland Bayern.

## Lage
Das Uranvorkommen in der Oberpfalz liegt im Grenzbereich zwischen Moldanubikum und Saxothuringikum (Variszische Orogenese). Die Uranvererzung ist in der Grube Wäldel an einen Quarzgang und an eine gangförmige Struktur gebunden. Das Uran tritt in Vergesellschaftung mit anderen Metallen auf und als Urananreicherung mit primären Uranmineralien die mit Kohlenstoff, Phosphor und Molybdän vergesellschaftet sind.
Die Schächte liegen im Landkreis Tirschenreuth
- die Grube Wäldel liegt nördlich von Mähring ⊙
- der Höhenstein Schacht liegt in der Nähe von Poppenreuth bei Tirschenreuth ⊙

## Geschichte
Eigentlich war mit dem Kontrollratsgesetz Nr. 25 die Erforschung von Uranvorkommen in Deutschland weitestgehend verboten, für die ehrgeizigen Atomwaffenprogramme wurden aber immense Mengen von Uran gebraucht, sodass die Uranprospektion stillschweigend geduldet wurde. Die Uranvorkommen in der Oberpfalz waren schon lange bekannt und 1958 begann man mit einer intensiveren Erkundung der Lagerstätten. 1967 beauftragte die Gewerkschaft Brunhilde die Firma Unruh mit dem Abteufen eines Untersuchungsschachtes im Steinbruch Wäldel, dieser Explorationsschacht erreichte eine Tiefe von 170 m. 1972 wurden die Arbeiten vorübergehend beendet und erst 1978 wieder aufgenommen. Parallel zur Grube Wäldel wurde jetzt auch ein Explorationsschacht in Höhenstein abgeteuft. Dieser Schacht bekam den Namen Höhenstein Schacht. Aus wirtschaftlichen Gründen wurde die Arbeit in den beiden Schächten 1982 eingestellt.
Das Reicherz (Urananteil > 0,1 %) wurde zur weiteren Verarbeitung in die Uranerzaufbereitungsanlage Ellweiler transportiert. Insgesamt fielen bei der Exploration auch etwa 8000 t Armerz mit einem Urananteil von < 0,1 % an, die seit 1972 einer Haldenlaugung unterzogen wurden. Dabei wurde das Haldenmaterial mit Schwefelsäure behandelt und das Uran(V,VI)-oxid über einen Ionentauscher mit Salpetersäure eluiert und mit Natriumhydroxid ausgefällt. Das Konzentrat der Haldenlaugung wurde anschließend zur Uranerzaufbereitungsanlage Ellweiler zur Weiterverarbeitung transportiert. Die Betriebswässer wurden mit Kalkmilch neutralisiert und in einem Schlammteich versickert. Die Haldenlaugung dauerte bis 1989. Bereits 1987 wurden geprüft ob die Haldenlaugung und Abwasserbeseitigung Auswirkungen auf das Grundwasser hatte. Die Analyse ergab erhöhte Werte für
- Uran
- Radium
- Sulfat
- Arsen
- Kobalt[4]

## Stilllegung und Sanierung
Die Schächte wurden mit einer kohäsiven Betonsäule verschlossen. Das Haldenmaterial aus dem Bergbau war mechanisch und chemisch verändert und musste aus wasserwirtschaftlichen und strahlenschutzrechtlichen Gründen vollständig eingekapselt werden. Daher wurde eine Deponie der Klasse I auf dem Gelände der Grube Wäldel errichtet. In dieser Deponie wurde 8000 m³ Haldenmaterial, 1300 m³ Sediment aus dem Schlammteich und 1700 m³ kontaminierter Bauschutt eingelagert. Das Haldenmaterial wurde vor Einlagerung mit Natronlauge neutralisiert. Das Material aus dem Schlammteich war thixotrop und musste vor Einlagerung mit 650 t Kalk vermengt werden. Anfallendes Abwasser wurde gesammelt und nach Freimessung in den Lohbach geleitet. Im November 1994 war die Deponie fertig gestellt. Um die Oberflächendichtung der Deponie zu gewährleisten, ist es erforderlich, dass tief wurzelnde Pflanzen regelmäßig entfernt werden.

## Altlasten
Die Armerzhalde besteht aus etwa 8000 t gelaugter Armerze (< 0,1 % U) mit einer Direktstrahlung von 2,3 μSv/h (20 mSv/a).